# Lionel Terray
Lionel Terray (25. července 1921 – 19. září 1965) byl francouzský horolezec. Proslul mnoha prvovýstupy, zejména na Makalu a Cerro Chaltén.

## Život
V průběhu druhé světové války bojoval Terray proti nacistickým jednotkám jako partyzán v horách. Po válce byl uznáván jako jeden z nejlepších horolezců té doby, jeho častým partnerem byl Louis Lachenal. Terray se proslavil hlavně rychlými výstupy obtížnými stěnami v Alpách.
Roku 1950 byl pozván do expedice vedené Maurice Herzogem, která měla za cíl zdolat osmitisícovku Annapurnu. Expedice byla úspěšná, Herzog a Lachenal zdolali vrchol první osmitisícovky, Terray jim pomáhal sestoupit, jelikož oba členové vrcholového týmu měli omrzliny a další zdravotní problémy.
O pět let později se dostal do expedice na osmitisícovku znovu, tentokrát byla cílem pátá nejvyšší hora světa Makalu. Terray a Jean Couzy 15. května 1955 úspěšně zdolali její vrchol.
V roce 1957 se pokoušel zachránit čtyři horolezce ze severní stěny Eigeru. V 50. a 60. letech uskutečnil řadu prvovýstupů v Andách, vystoupil i na nejvyšší nezlezenou horu And Huantsán. Do Himálají se ještě jednou vrátil, když v roce 1962 uskutečnil prvovýstup na sedmitisícovou Jannu.
Zemřel v roce 1965 při skalním lezení nedaleko Grenoblu. Pohřben je v Chamonix, kde je po něm pojmenován i kruhový objezd.

## Úspěšné výstupy
- 1946 Les Droites (4000 m n. m.)
- 1946 Grandes Jorasses (4208 m n. m.)
- 1947 Eiger (3970 m n. m.) – druhý průstup severní stěnou
- 1952 Aconcagua (6962 m n. m.)
- 1952 Cerro Chaltén (3406 m n. m.) – první výstup na vrchol
- 1952 Huantsán (6369 m n. m.) – první výstup na vrchol
- 1954 Kangčungce (7678 m n. m.) – první výstup na vrchol
- 1954 Chomo Lonzo (7790 m n. m.) – první výstup na vrchol
- 1955 Makalu (8485 m n. m.) – první výstup na vrchol
- 1956 Chakrarahu (6108 m n. m.) – první výstup na vrchol
- 1962 Jannu (7710 m n. m.) – první výstup na vrchol